# Atafu
Atafu, ranije potznat pod nazivom Duke of York Group je grupa koraljnih otočića u državi Tokelau, u južnom dijelu Tihog oceana s površinom od 203 hektara. Nalazi se na koordinatama 172° 30' Z, 8° 35', u otočju Tokelau, oko 800 km južno od ekvatora. Populacija: 524 (2006)
Površina grupe otočića je 2.5 km², što ga čini najmanjim od 3 otoka koji čine teritorij države Tokelau. U središtu je laguna površine oko 15 km².
Glavno naselje na atolu se nalazi na otočiću Atafu Island, na sjeverozapadnom rubu atola. Atol je približno trokutastog oblika. Otok je vrlo nizak, a najviša točka je na visini od samo 5 m/nm. Vegetacija je na otoku vrlo bujna, a dominiraju kokosove palme.

## Vanjske poveznice
- Povijest i mapa  Arhivirana inačica izvorne stranice od 16. siječnja 2019. (Wayback Machine)
- Satelitska slika  Arhivirana inačica izvorne stranice od 7. veljače 2006. (Wayback Machine)